# Imperial (1957–1963)
Die Imperial der Modelljahre 1957 bis 1963 waren Oberklasseautomobile, die der US-amerikanische Chrysler-Konzern unter dem Markennamen Imperial anbot. Die Fahrzeuge, die in drei Baureihen verfügbar waren, erhielten in jedem Produktionsjahr eine in Details neu gestaltete Karosserie. Ungeachtet dessen werden die Autos der Jahre 1957 bis 1963 in der Automobilliteratur überwiegend einer gemeinsamen Modellfamilie zugerechnet, weil die Technik unter dem Blech weitestgehend unverändert blieb. Insbesondere die 1961er Imperials fielen durch außergewöhnlich hohe Heckflossen auf, die im Kontrast zu Elementen des Retrodesign standen. Die Imperials konkurrierten auf dem heimischen Markt mit den Modellen von Cadillac und Lincoln, erreichten aber deren Verkaufszahlen nicht.

## Hintergrund

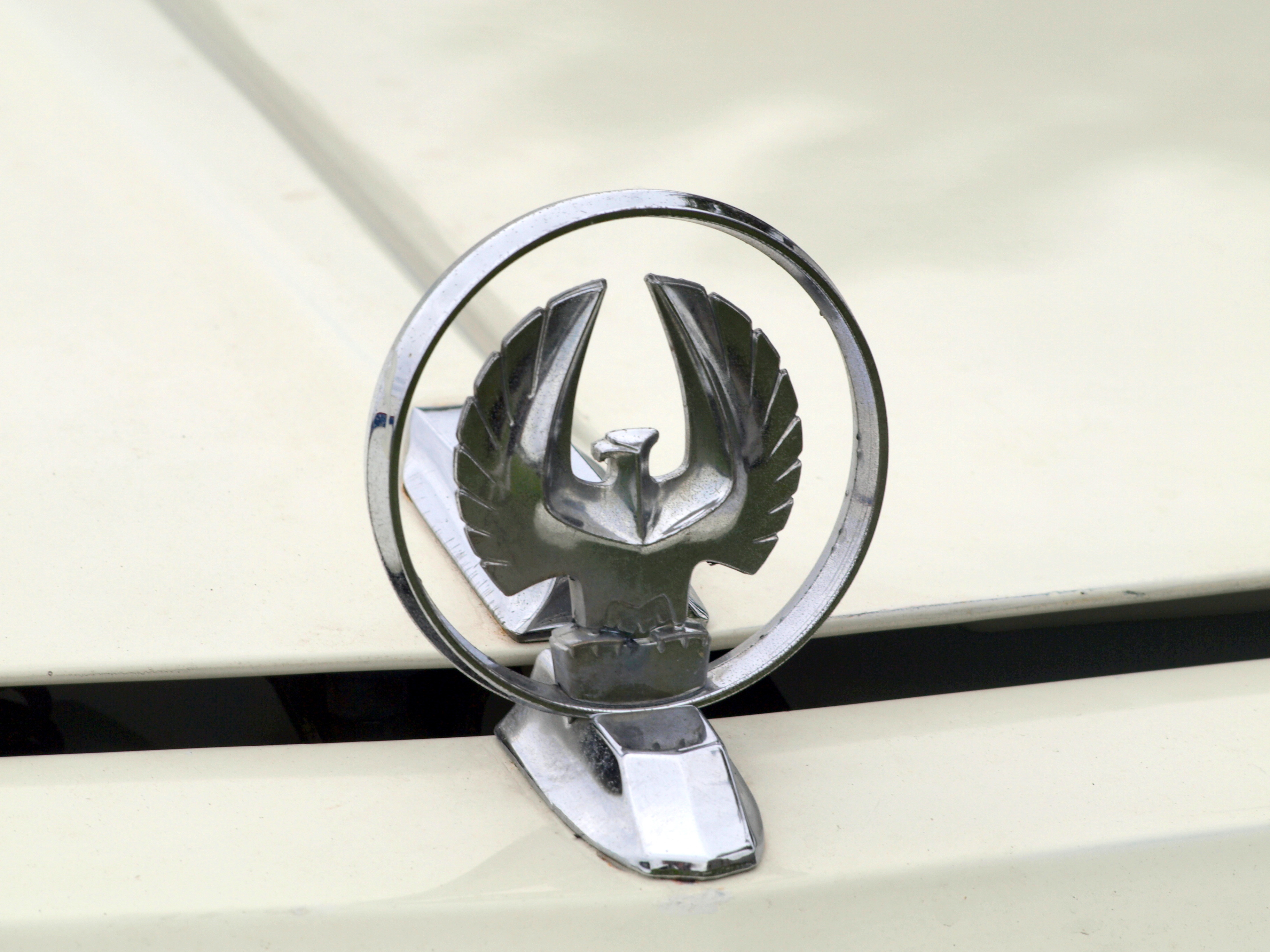
Imperials Markenzeichen: „kaiserlicher“ Adler

Zu Beginn der 1950er-Jahre war der Chrysler-Konzern viergleisig aufgestellt. Im gehobenen Marktsegment trat der Konzern mit der Marke Chrysler an, darunter waren die Marken Dodge, DeSoto und Plymouth positioniert. Anders als General Motors und Ford hatte Chrysler zu dieser Zeit noch keine eigenständige Marke in der Oberklasse. Dieses Segment wurde stattdessen mit hochwertig ausgestatteten Varianten der Chrysler-Modelle bedient, die teurer als die Modelle Chrysler Windsor, Saratoga und New Yorker waren und unter der seit 1926 verwendeten Bezeichnung Chrysler Imperial verkauft wurden. Die Zugehörigkeit dieser Modelle zur Marke Chrysler, die auch zu den Massenherstellern gehörte, wirkte sich nach Ansicht des Managements verkaufshindernd aus, weil dem Namen Chrysler weniger Strahlkraft beigemessen wurde als etwa Cadillac oder Lincoln. Deshalb machte Chrysler ab 1955 Imperial zu einer eigenständigen fünften Marke im Konzern. Anders als Cadillac und Lincoln distanzierte sich Imperial technisch und stilistisch anfänglich nicht von den Fahrzeugen der anderen Konzernmarken. Die Ähnlichkeiten waren beabsichtigt. Chrysler erhoffte sich dadurch eine verkaufsfördernde Ausstrahlung auf die preiswerteren Großserienmodelle der anderen Konzernmarken. Allerdings wurde sie in der Presse kritisiert: Die große Ähnlichkeit zu den Chrysler-Modellen verhindere, dass die Marke Imperial eine eigenständige Persönlichkeit entwickeln konnten.
In den ersten beiden Modelljahren verkaufte Imperial zusammen 21.716 Limousinen und Coupés. Zum Modelljahr 1957 wurde die zweite Generation vorgestellt, die bis 1963 im Programm blieb.

## Modellpalette
Während die Imperial der Jahre 1955 bis 1956 Einheitsmodelle gewesen waren, stellte Imperial zum  Modelljahr 1957 im Bereich der Serienfahrzeuge eine dreiteilig gegliederte Modellpalette auf, die bis 1963 beibehalten wurde:
- Die preiswerteste Modellreihe hieß Imperial Custom. Die internen Modellbezeichnungen kennzeichneten diese Reihe mit dem Zusatz „L“ für „Low“ (z. B. LY1-L).
- Die mittlere Modellreihe übernahm die Bezeichnung Imperial Crown, die bislang für die verlängerten Repräsentationslimousinen genutzt worden war. Die Werkscodes hatten hier den Zusatz „M“ für „Medium“ (z. B. LY1-M).
- Die hochwertigste Modellreihe schließlich hieß Imperial LeBaron (Zusatzcode „H“ für „High“). Sie war nur als viertürige Limousine erhältlich. Die Modellbezeichnung erinnerte an das US-amerikanische Karosseriebauunternehmen LeBaron, das vor dem Zweiten Weltkrieg einige Jahre lang hochwertige, individuelle Aufbauten für Oberklassefahrzeuge hergestellt hatte und später vom Chrysler-Konzern übernommen werden war.

Hinzu kam die verlängerte Repräsentationslimousine Crown Imperial, die teilweise in Handarbeit und nur in sehr geringen Stückzahlen gefertigt wurde. Alle Imperial-Modelle waren technisch und stilistisch identisch; sie unterschieden sich lediglich durch spezielle Dekorelemente und den Umfang der Serienausstattung voneinander.

## Modellbeschreibung

### Chassis und Fahrwerk
Die Imperial-Modelle hatten einen „gewöhnlichen“ Kastenrahmen, der im Fall des Cabriolets durch X-förmige Verstrebungen verstärkt war. Den gleichen Rahmen hatte auch der New Yorker, das teuerste Modell der Marke Chrysler. Allerdings war der Radstand der Imperials mit 3.276 mm länger als der der übrigen Chrysler-Modelle. Die Radaufhängung entsprach ebenfalls den großen Chrysler-Modellen. Sie bestand aus Doppelquerlenkern mit Drehstabfedern vorn und einer Starrachse an halbelliptischen Blattfedern hinten. Eine Luftfederung, die sowohl Cadillac als auch Lincoln für einige Modelle gegen Aufpreis anboten, gab es bei Imperial zunächst nicht; sie erschien erst als Option zum Modelljahr 1959 und wurde lediglich an den Hinterrädern eingesetzt. Der Aufpreis für die Luftfederung betrug 156 US-$. Die Karosserie war mit dem Chassis verschraubt.
Imperial behielt die Chassiskonstruktion bis 1963 unverändert bei, obwohl alle anderen Marken des Chrysler-Konzerns bereits 1960 auf selbsttragende Karosserien umgestellt hatten.
Alle Imperial-Modelle dieser Generation waren serienmäßig mit vier Scheibenbremsen ausgestattet.

### Motorisierung und Getriebe

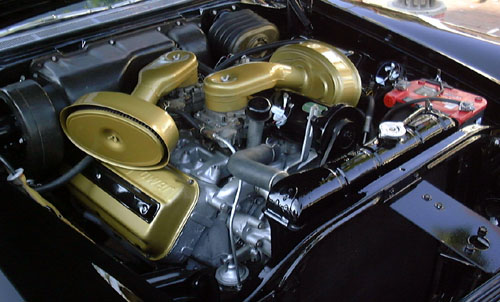
Chryslers Achtzylinder-Hemi-Motor (1957)

Als Antrieb verwendete Imperial den jeweils größten Achtzylindermotor des Chrysler-Konzerns.
In den ersten beiden Modelljahren war es eine weiterentwickelte Version des 1952 vorgestellten Firepower-Motors, dessen Hubraum auf 6.423 cm³ (392 Kubikzoll) vergrößert worden war. Er hatte halbkugelförmige (hemisphärische) Brennräume; daraus erklärt sich die alternative Bezeichnung „Hemi“. Seine Leistung betrug 325 Netto-PS (SAE). Im Modelljahr 1959 ersetzte Imperial den Hemi-Motor durch einen neu konstruierten, 6.767 cm³ (413 Kubikzoll) großen Achtzylindermotor, dessen Brennräume keilförmig gestaltet waren. Er wurde auch als Wedge Head bezeichnet. Er war etwa 45 kg leichter als der Firepower-Achtzylinder. Seine Leistung betrug anfangs 350 und später – ab 1962 – 340 Netto-PS (SAE). Abgesehen davon ließ sich der Wedge Head auch kostengünstiger herstellen als der Hemi.
Die Kraft übertrug jeweils ein automatisches Dreiganggetriebe vom Typ TorqueFlite, das über Drucktasten vom Armaturenbrett aus gesteuert wurde. Zum Modelljahr 1962 erschien eine neu konstruierte Variante der TorqueFlite-Automatik, die schmaler und knapp 30 kg (60 lbs) leichter war als ihr Vorgänger. Ungeachtet dessen verkraftete sie zehn Prozent mehr Drehmoment als die bisherige Konstruktion. Die Getriebeübersetzungen blieben unverändert.

### Karosserie

#### Design: Vom Forward Look zum Retrolook
Stilistisch setzte Virgil Exner in der zweiten Imperial-Generation wie in allen anderen 1957 vorgestellten Chrysler-Modellen seinen Forward Look um, ein zunächst sehr klares Designkonzept mit glatten Flächen. In den ersten Jahren gehörten hierzu hohe Heckflossen, die bereits in der Mitte der hinteren Türen in einem kontinuierlichen Schwung anzusteigen begannen. Diese Form der Heckflossengestaltung wurde als Flightsweep bezeichnet. Allerdings entwickelte Exner das Designkonzept nicht konsequent weiter; vielmehr verlief die Entwicklung widersprüchlich. In den ersten Jahren ergänzte Exner vor allem auffälliges Ornat, das dem ursprünglichen Entwurf weitgehend gefehlt hatte. Bereits die Modelle des Jahrgangs 1959 galten als „überdekoriert“. Mit der Modelljahr 1961 veränderte Exner die Form des Imperial so stark, dass aus dem anfänglich innovativen Entwurf ein Design wurde, das Gestaltungselemente der Vergangenheit zitierte. Der 1961er Imperial war einer der ersten Automobile im Retrodesign. Einige Betrachter hielten das Design der 1960er-Jahre für „klassisch“, andere für veraltet.
Ungeachtet aller optischen Änderungen blieb Karosseriestruktur unterhalb der äußeren Blechteile über den gesamten Produktionszeitraum nahezu unverändert. In den ersten Jahren war sie mit den anderen Modellen der Chrysler-Marken austauschbar, auch wenn die Blechteile jeweils eigenständig waren. Imperial behielt die Karosseriestruktur über das Jahr 1959 hinaus bei; damit setzte sich die Marke ab 1960 von den nun eigenständig karossierten übrigen Chrysler-Modellen ab.

#### Karosserieversionen
Anders als in der ersten Generation der Jahre 1955 und 1956 bot Imperial ab 1957 neben dem Coupé und der Limousine auch ein Cabriolet an, das in Konkurrenz zum Cadillac Eldorado positioniert war. Das Coupé war auf die Baureihen Custom und Crown beschränkt, das Cabriolet gab es nur in der mittleren Ausstattungsreihe. Die Limousine wurde von 1957 bis 1960 alternativ als Four Door Sedan mit drei Seitenfenstern und Mittelpfosten oder als Hardtop Sedan mit zwei Seitenfenstern ohne B-Säule angeboten; ab 1961 war nur noch die Version mit zwei Seitenfenstern lieferbar. Hinzu kam ein verlängertes Repräsentationsfahrzeug mit der Bezeichnung Crown Imperial bzw. Crown Ghia Limousine.

#### Southampton

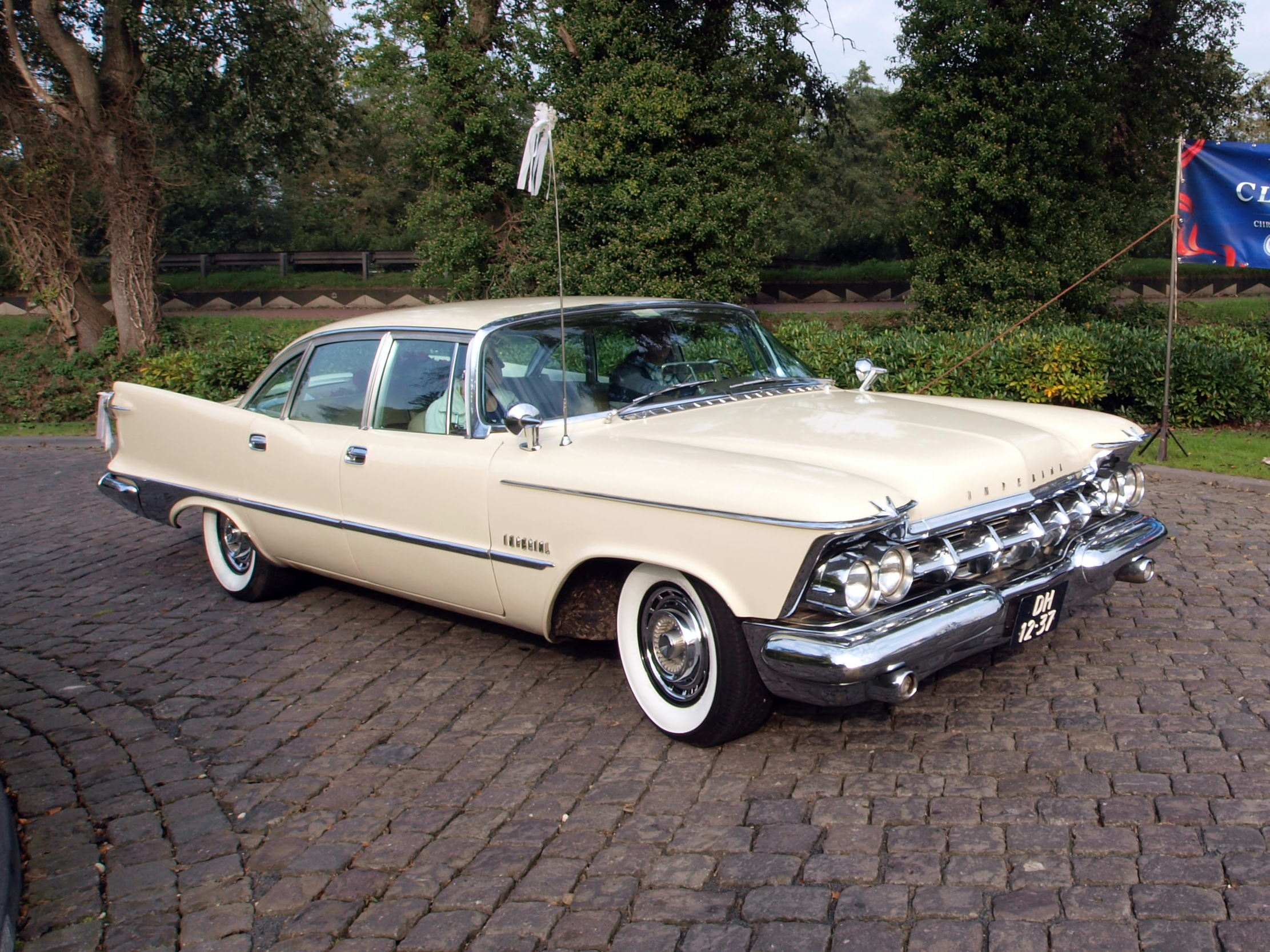
Four Door Sedan mit drei Seitenfenstern und Mittelpfosten (1957 bis 1959)

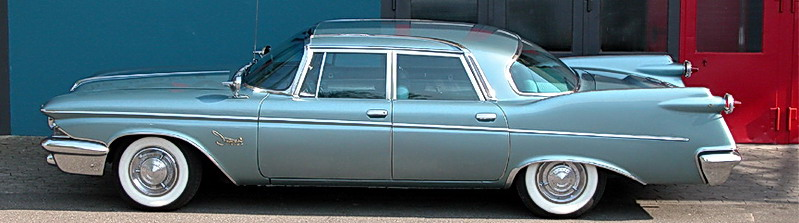
Imperial Crown Southampton Sedan mit vier Seitenfenstern und ohne Mittelpfosten (1957 bis 1961)

Die zweitürigen und einige viertürige Versionen des Imperial wurden seit 1956 als Southampton Coupé bzw. Southampton Sedan verkauft. Der Begriff Southampton war bei Imperial keine Bezeichnung für ein bestimmtes Modell oder eine bestimmte Ausstattungslinie. Er beschrieb vielmehr eine besondere Dach- bzw. Karosserieform und stand für einen Aufbau mit zwei Seitenfenstern, der keine B-Säule hatte. Im Falle des Coupé war diese Bauform die einzig verfügbare; der Southampton Hardtop Sedan hingegen war bis 1960 parallel zu der Version mit sechs Seitenfenstern und Mittelpfosten im Angebot. In diesem Zusammenhang hatte er eine eigenständige, der Differenzierung dienende Bedeutung. Imperial behielt den Begriff Southampton ab 1961 bei, obwohl nach dem Entfall der Limousine mit drei Seitenfenstern eigentlich keine Differenzierung mehr notwendig war. Nach dem Verständnis des Chrysler-Marketing vermittelte der Begriff Southampton ein „High-Society-Gefühl“ („High Society Air“). Erst bei der dritten, ab 1964 produzierten Modellfamilie verzichtete Imperial auf den Begriff Southampton.
Abgesehen von der Anzahl der Fenster unterschied sich der Southampton Sedan vom regulären Four Door Sedan auch durch eine andere Dachlinie. Während beim Four Door Sedan das Dach in einem leichten Schwung nach hinten abfiel und nur eine dünne hintere Dachstrebe hatte, war die C-Säule des Southampton Sedan breiter. Sie setzte unmittelbar an die hinteren Türen an. Der Southampton Sedan hatte eine Panorama-Heckscheibe, die im Fall des Custom und des Crown bis zum Modelljahr 1962 in die Wagenflanken hineingezogen war. Der LeBaron Southampton hatte diese Dachgestaltung bis 1959 ebenfalls. Beginnend mit dem Modelljahr 1960 hob er sich allerdings von den preiswerteren Modellen dadurch ab, dass die Panoramascheibe entfiel und durch eine kleine Heckscheibe samt breiter C-Säule ersetzt wurde. Diese Form sollte die Privatsphäre der Passagiere im teuersten Serien-Imperial fördern.

## Die einzelnen Modelljahre
Das Design der Imperials änderte sich in jedem Modelljahr, wenn auch zunächst nur in Details. In der Mitte des Modellzyklus wuchsen die Heckflossen auf ein Rekordmaß, bevor sie schrittweise schrumpften und im letzten Jahr völlig verschwanden.

### 1957 (IM 1)

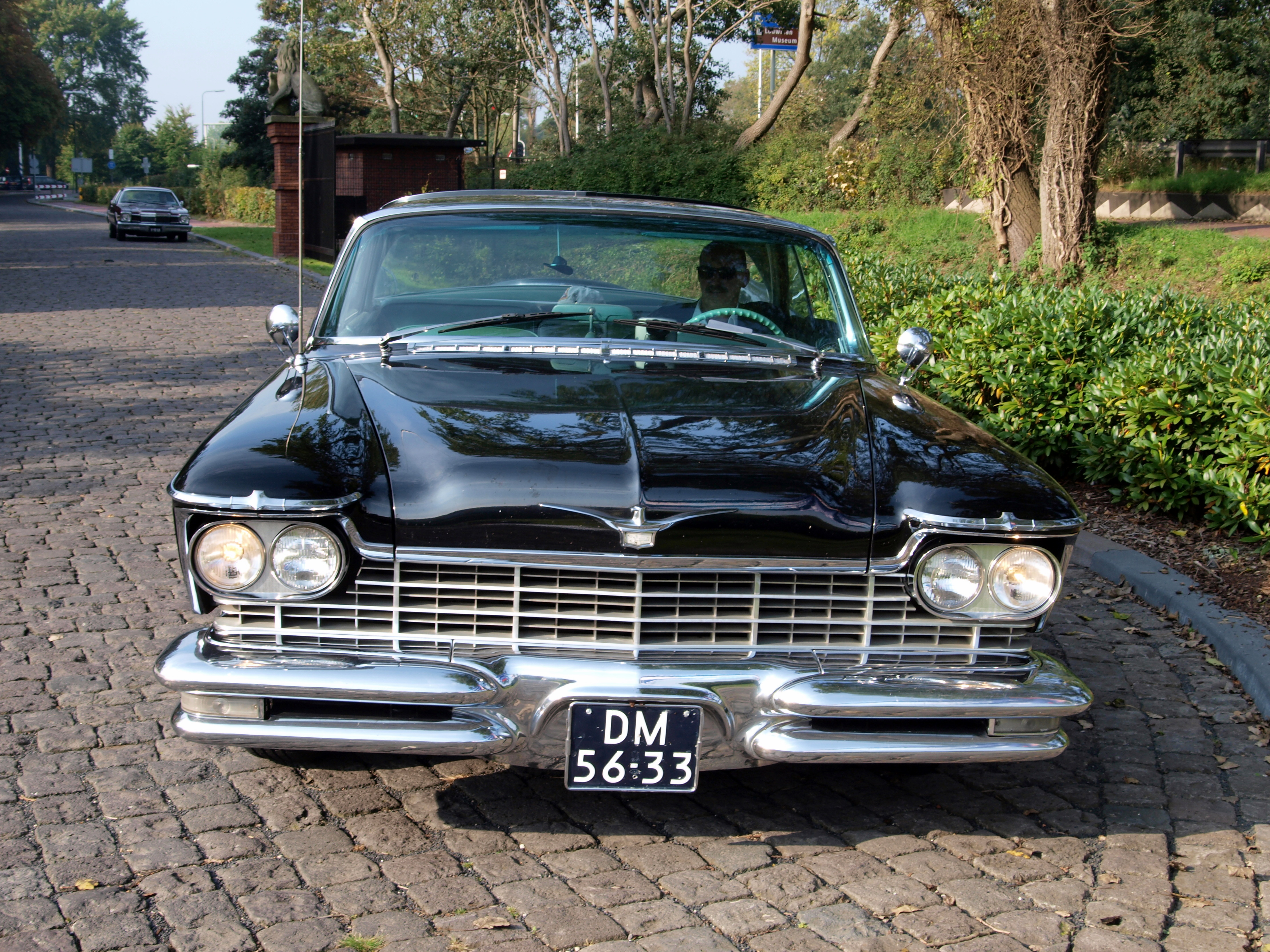
Imperial Custom Southampton Coupé (1957)

Die Imperials des Jahrgangs 1957 trugen den Werkscode IM 1. Wie alle Full-Size-Modelle des Chrysler-Konzerns, die nach dem Forward Look gestaltet waren, hatten sie hohe Heckflossen. Am Ende der Flossen befanden sich raketen- oder projektilförmige Rückleuchten, ein Stylingdetail, das Cadillac für seine Modelle des Jahrgangs 1959 übernehmen sollte. Der Kühlergrill war rechteckig vergittert. Serienmäßig waren die Imperial mit vier runden Scheinwerfern ausgestattet; eine Ausnahme galt nur für diejenigen Bundesstaaten, in denen Doppelscheinwerfer noch nicht zugelassen waren. Insgesamt wurde das Design in der Presse gelobt; die Imperials des Jahrgangs 1957 galten als „würdevoll“ und „die am flottesten gestalteten Luxuswagen Amerikas“.
Die Preise begannen bei 4.736 US-$ für ein Custom Southampton Hardtop Coupé und endeten bei 5.743 US-$, die für die Coupés und Limousinen der LeBaron-Reihe gefordert wurden. Ein Dodge Coronet Lancer kostete 2.665 US-$. Im Vergleich zum Vorjahr verdreifachte Imperial seine Produktion 1957. Insgesamt entstanden 37.593 Fahrzeuge, nur 3.500 Autos weniger als Lincoln im gleichen Zeitraum fertigte. Damit rückte Imperial in der jährlichen Produktionsstatistik von Platz 18 auf Platz 15 auf. Das erfolgreichste Einzelmodell war der Crown Southampton Hardtop Sedan, der 7.843 Mal hergestellt wurde.

### 1958 (LY 1)

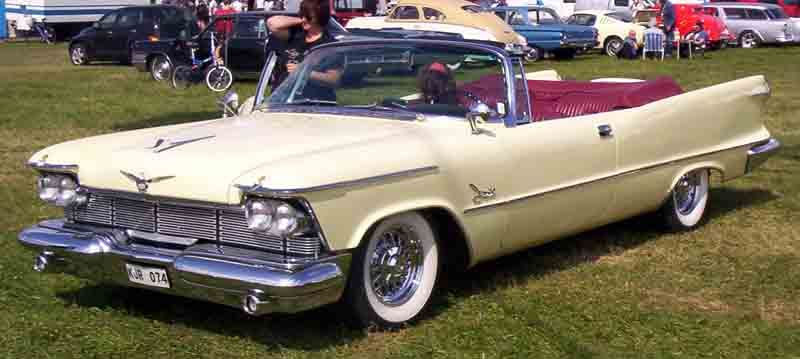
Imperial Crown Convertible (1958)

Für 1958 wurden die Imperial nur geringfügig geändert. In technischer Hinsicht gab es keine Modifikationen. Die nun werksintern als LY 1 bezeichneten Imperial-Modelle erhielten in allen Bundesstaaten serienmäßig Doppelscheinwerfer. Sie waren von Ausläufern der Kotflügel überdacht, an deren Spitzen stilisierte Adler angebracht waren. Gänzlich neu war das Kühlergitter, das horizontale verchromte Einlagen enthielt. Die Preise stiegen für alle Modelle um etwa 100 US-$.
Wie die meisten anderen US-Marken, erlitt auch Imperial 1958 rezessionsbedingt einen Absatzeinbruch. Die Produktion ging um mehr als die Hälfte auf 16.133 Exemplare zurück; Imperial fiel damit auf Rang 16 der Produktionsstatistik zurück. Am erfolgreichsten war wiederum der Crown Southampton Hardtop Sedan; das seltenste Fahrzeug des Jahrgangs war – abgesehen von der großen Repräsentationslimousine – der LeBaron 4 Door Sedan, von dem nur 501 Exemplare hergestellt wurden.

### 1959 (MY 1)

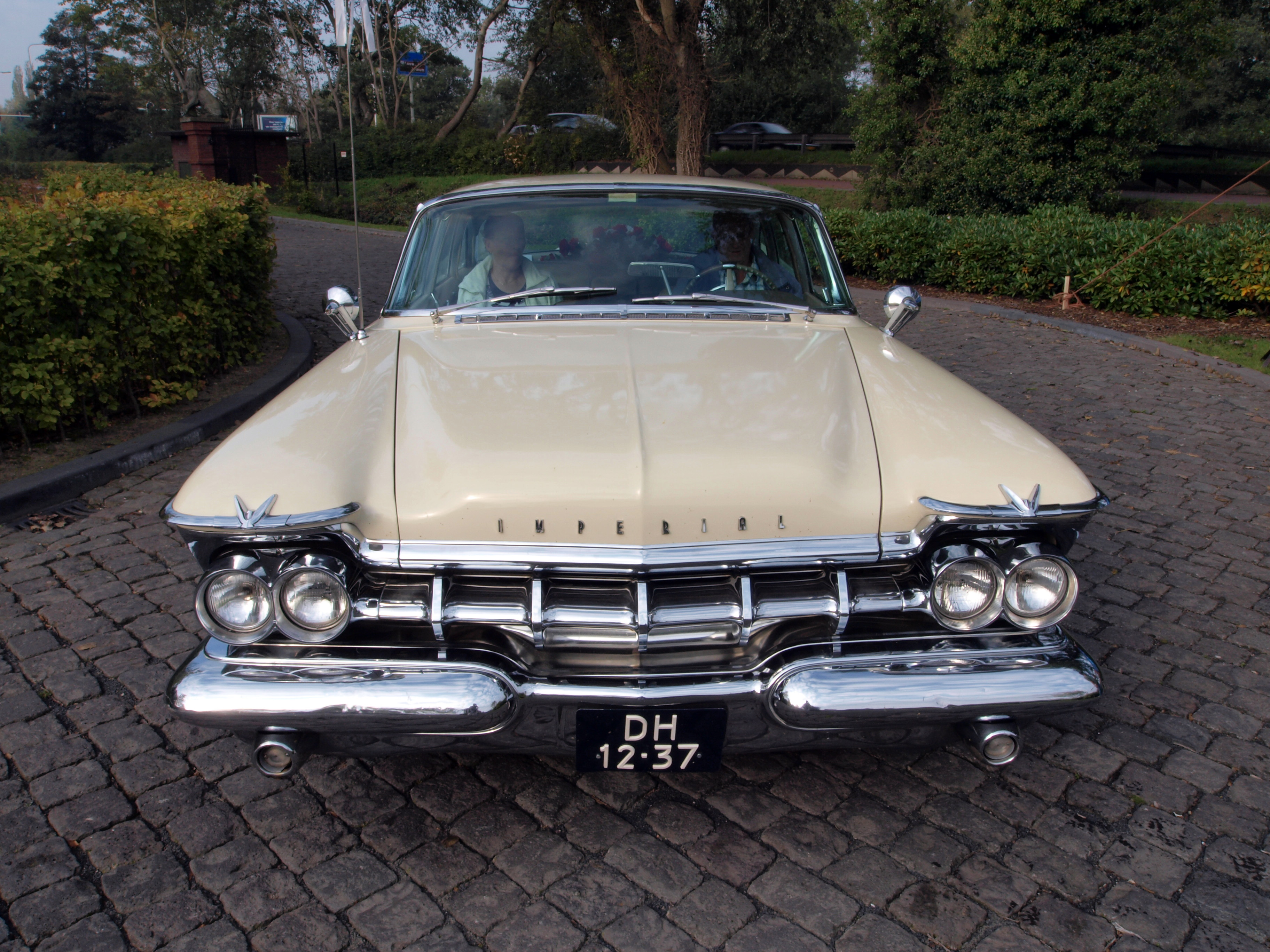
Imperial Crown Four Door Sedan (1959)

Zum Modelljahr 1959 erhielt der Imperial (MY 1) einen neu konstruierten, 6,8 Liter großen Achtzylindermotor. Wahlweise war eine Luftfederung erhältlich. Der Aufbau folgte weiterhin dem 1957 entwickelten Flightsweep-Konzept. Änderungen beschränkten sich auf die Ergänzung von Ornat, wobei sich Virgil Exner von seiner anfangs klaren und schlichten Linie trennte. Die Imperial-Modelle des Jahrgangs 1959 gelten als überdekoriert. Die Scheinwerfer waren tiefer installiert und einzeln in runden Chromgehäusen eingefasst. Die Kühleröffnung war von einer dicken horizontalen Stange verdeckt, an der sich vertikale Streben befanden, die an Zähne erinnerten. Die neu gestalteten Stoßstangen waren tiefer installiert, um das Auto insgesamt niedriger erscheinen zu lassen. Neu war ein Silvercrest Landau Roof, das nur für Modelle mit dem Southampton-Dach angeboten wurde. Bei ihm war die Dachpartie im Bereich der C-Säule mit farbigem Kunstleder bezogen, während das verbleibende Dachteil aus nicht lackiertem Edelstahl bestand. Abgesehen davon blieb die Karosseriestruktur, die Form der Heckflügel und das Fahrzeugprofil 1959 unverändert. Ein neues Komfortdetail waren Swivel Seats, vordere Einzelsitze, die sich für ein verbessertes Ein- und Aussteigen um 40 Grad zur jeweiligen Türöffnung drehten. Zeitgenössische Testberichte lobten neben dem Design das Fahrverhalten, die Leistung und die Ökonomie der 1959er Imperials. Sie ermittelten einen Durchschnittsverbrauch von 26 Litern auf 100 km (10,7 mpg).
Im Vergleich zum Vorjahr stiegen die Preise 1959 je nach Modell zwischen 50 und 140 US-$. Das teuerste Modell, der LeBaron Sedan, kostete 6.103 US-$. Die Produktion stieg leicht auf 17.269 Exemplare an. 1959 war das erste Jahr, in dem Imperial mehr Fahrzeuge herstellte als Lincoln.

### 1960 (PY 1)

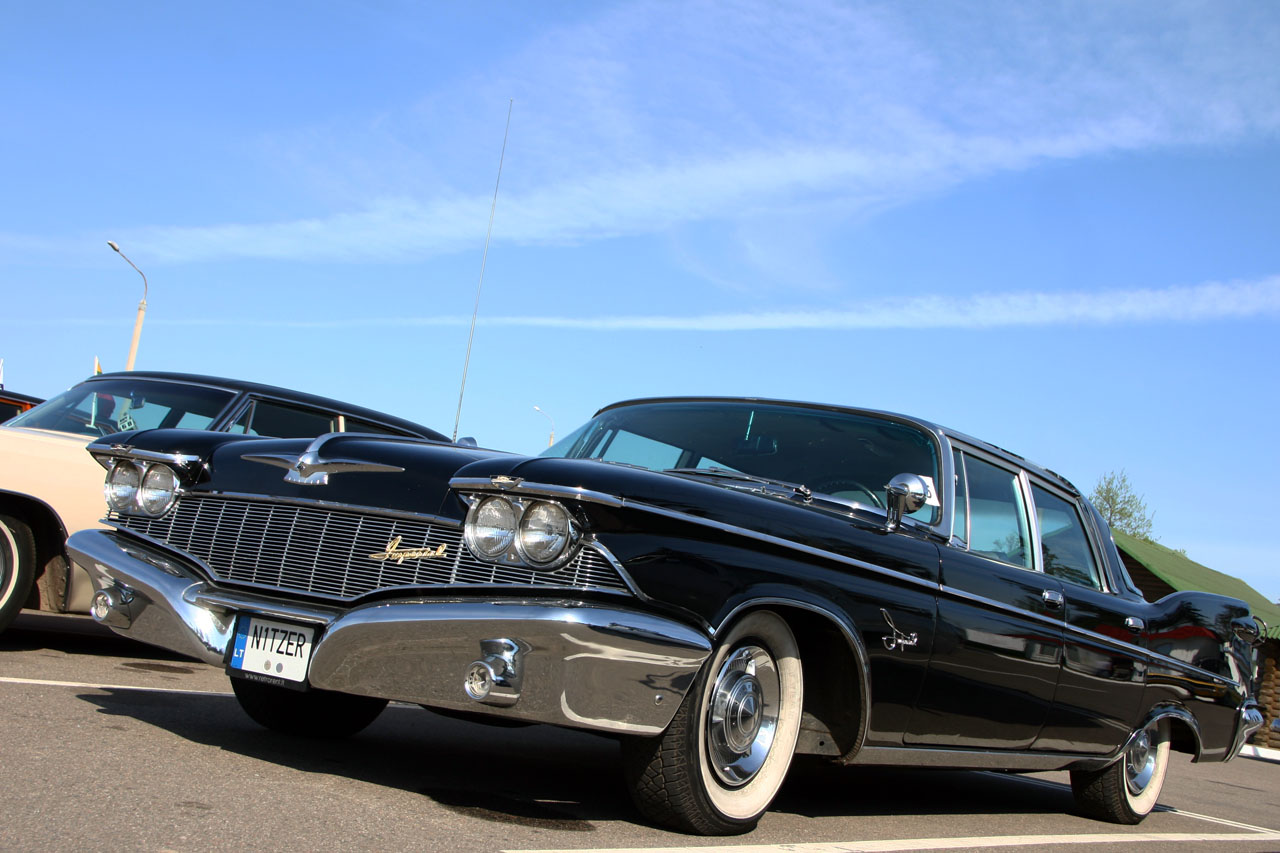
Imperial Custom Southampton Hardtop Sedan (1960)

Zum Modelljahr 1960 erhielten alle Full-Size-Modelle des Chrysler-Konzerns eine neu konstruierte selbsttragende Karosserie mit eigenständigem Design. Lediglich Imperial hielt an dem bereits seit 1957 verwendeten separaten Rahmen fest. Auch die übrige Technik blieb unverändert. Die Imperials des Jahrgangs 1960 wurden daher als bloße Überarbeitung („Facelift“) der bekannten Modelle angesehen. Allerdings waren wesentliche Blechteile der Karosserie neu gestaltet. Die Gürtellinie blieb im Bereich der vorderen und der hinteren Türen waagerecht. Die Heckflossen setzten erst im Bereich der C-Säule an und stiegen, beginnend über den Hinterrädern, in einem Bogen stark an. Wiederum gab es raketenförmige Rückleuchten. Der Kühlergrill war vergittert und weniger auffällig als im Vorjahr. Besonders auffällig war die vordere Stoßstange, die sich zur Mitte hin stark vertiefte. Die hintere Stoßstange war ähnlich gestaltet, aber die Vertiefung war nicht so stark ausgeprägt. Eine 1960 eingeführte Besonderheit war ein Lenkrad, das oben und unten abgeflacht war. Es sollte einen besseren Blick auf die Instrumente ermöglichen. Der britische Austin Allegro übernahm diese Idee zehn Jahre später. Im Modelljahr 1960 entstanden 17.719 Imperials. Die Marke positionierte sich erneut – und ein letztes Mal – vor Lincoln.

### 1961 (RY 1)

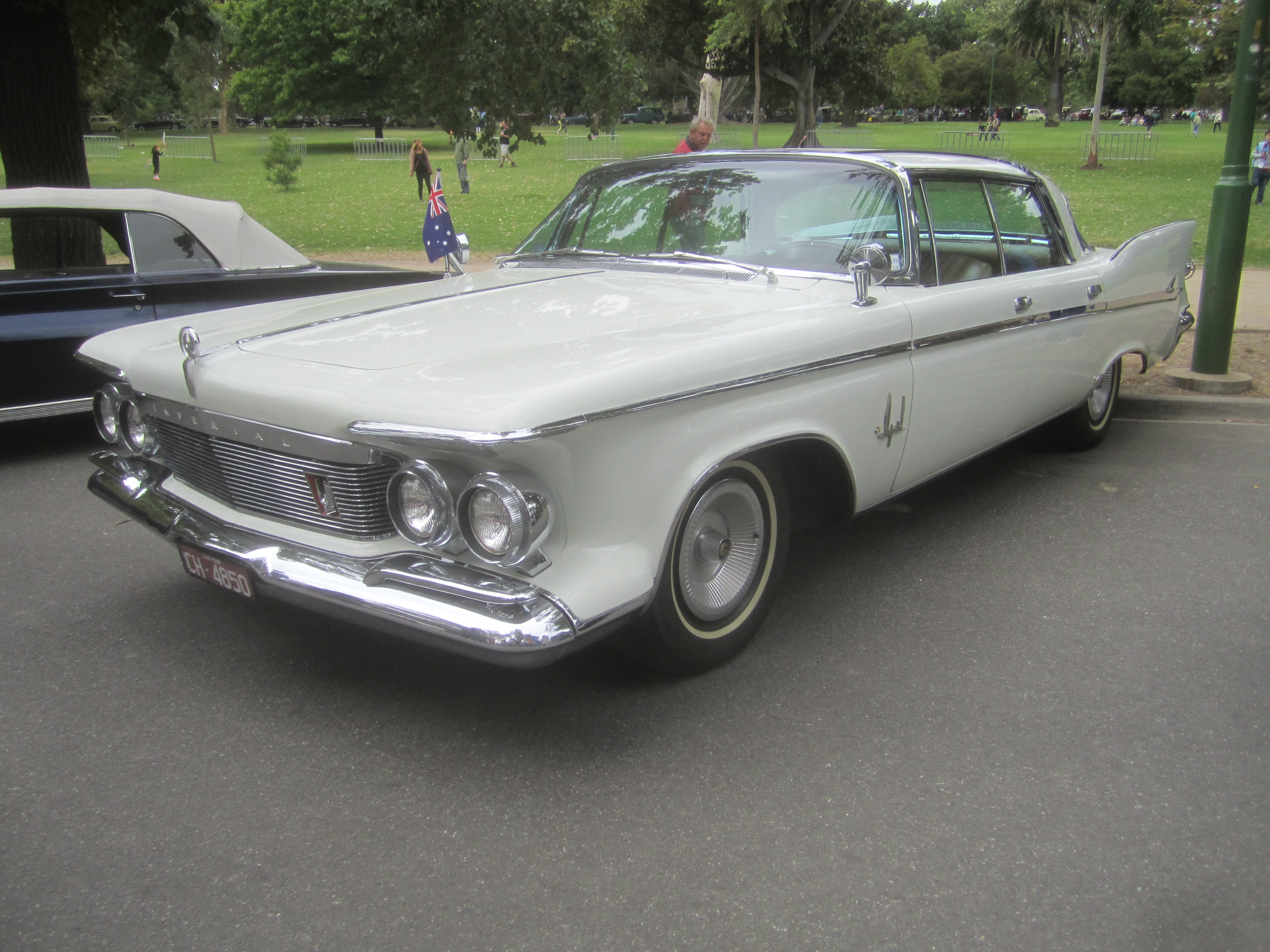
„Wildes“ Retro-Design: Imperial Crown Southampton Hardtop Sedan (1959)

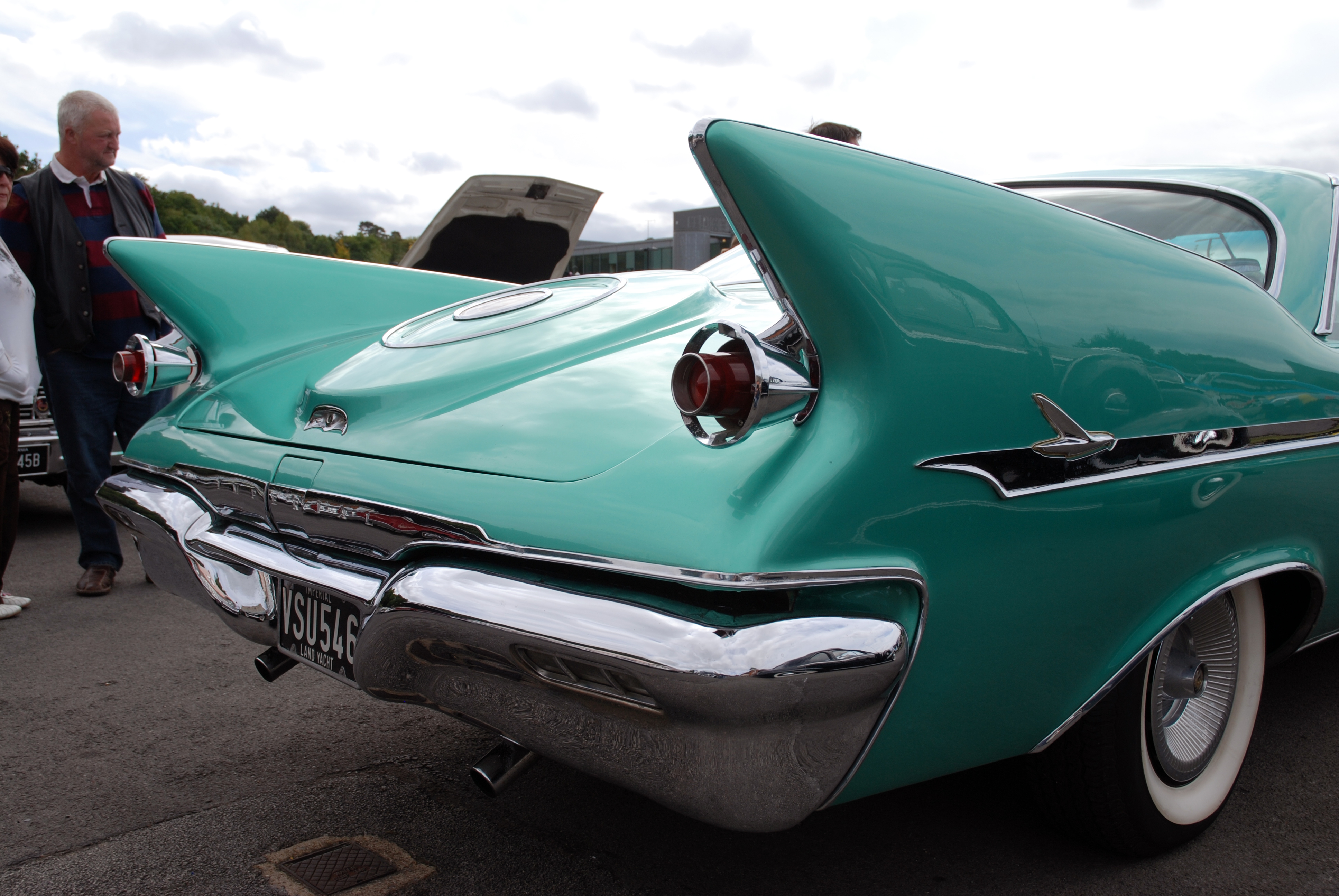
Heckpartie der 1961er Generation

Das Modelljahr 1961 brachte einige technische Verbesserungen, unter anderem bei den Bremsen, die das in den vergangenen Jahren wiederholt bemängelte Fading reduzierte. Die Servolenkung wurde erneuert und war so wirkintensiv, dass Testfahrer einen weitgehenden Verlust der Wahrnehmung des Straßenumfelds bemängelten. Wesentlich auffälliger war die an Front und der Heckpartie neu gestaltete Karosserie. Exner zitierte hier wie dort Elemente, die nach seinem Verständnis ein Ausdruck klassischen Automobildesigns waren. Dazu gehörten frei stehende Frontscheinwerfer, die in Einbuchtungen links und rechts des Kühlergrills standen und von den Ausläufern des Kotflügels überdacht waren. Die geschwungenen Heckflossen waren noch größer als bei den Vorjahresmodellen. An der Mitte der Heckflossen waren verchromte Rückleuchten markiert, die „wie Schmuckstücke von einer Leine herabhingen“. Das Armaturenbrett erhielt ebenfalls eine neue Form. An die Stelle der zwei großen, bis 1960 verwendeten Rundinstrumente trat eine rechteckige Einheit, an deren linkem und rechtem Rand jeweils mehrere Drucktasten für die Steuerung verschiedener Funktionen untergebracht waren. Unter anderem war die Getriebeautomatik über diese Tasten zu steuern.
Das Design des Imperial, das im Kontrast insbesondere zu den neu gestalteten, betont nüchternen Continental-Modellen von Fords Oberklassenmarke Lincoln stand, wurde in der Öffentlichkeit kontrovers aufgenommen. Für einige zeitgenössische Betrachter war die Karosserie eine „klassische Skulptur“, andere bezeichneten sie als „wild“. In der rückblickenden Literatur wird das Design als Fehler gewertet. Die Imperials des Jahrgangs 1961 zeigten zwar gestalterische Kontinuität, wirkten aber im Vergleich zu anderen Oberklassemodellen des gleichen Jahrgangs veraltet, weil sie die Designtradition von 1957 fortsetzten. Dementsprechend wird dieser Modelljahrgang meist kritisch gewürdigt, etwa wenn er als „monströs dekadent“ beschrieben wird.
1961 setzte Imperial lediglich 12.285 Fahrzeuge ab; das bedeutete im Vergleich zum Vorjahr einen Rückgang von nahezu 30 Prozent. Die Unternehmensleitung machte in erster Linie Exners Design für den Absatzrückgang verantwortlich. Exner verließ daraufhin den Chrysler-Konzern und entwickelte seine Ideen neoklassischer Formgebung als freier Designer weiter. Einige Elemente, die an den 1961er Imperial erinnerten, fanden sich später am Duesenberg Model D (1964) und am Stutz Blackhawk (ab 1969).

### 1962 (SY 1)

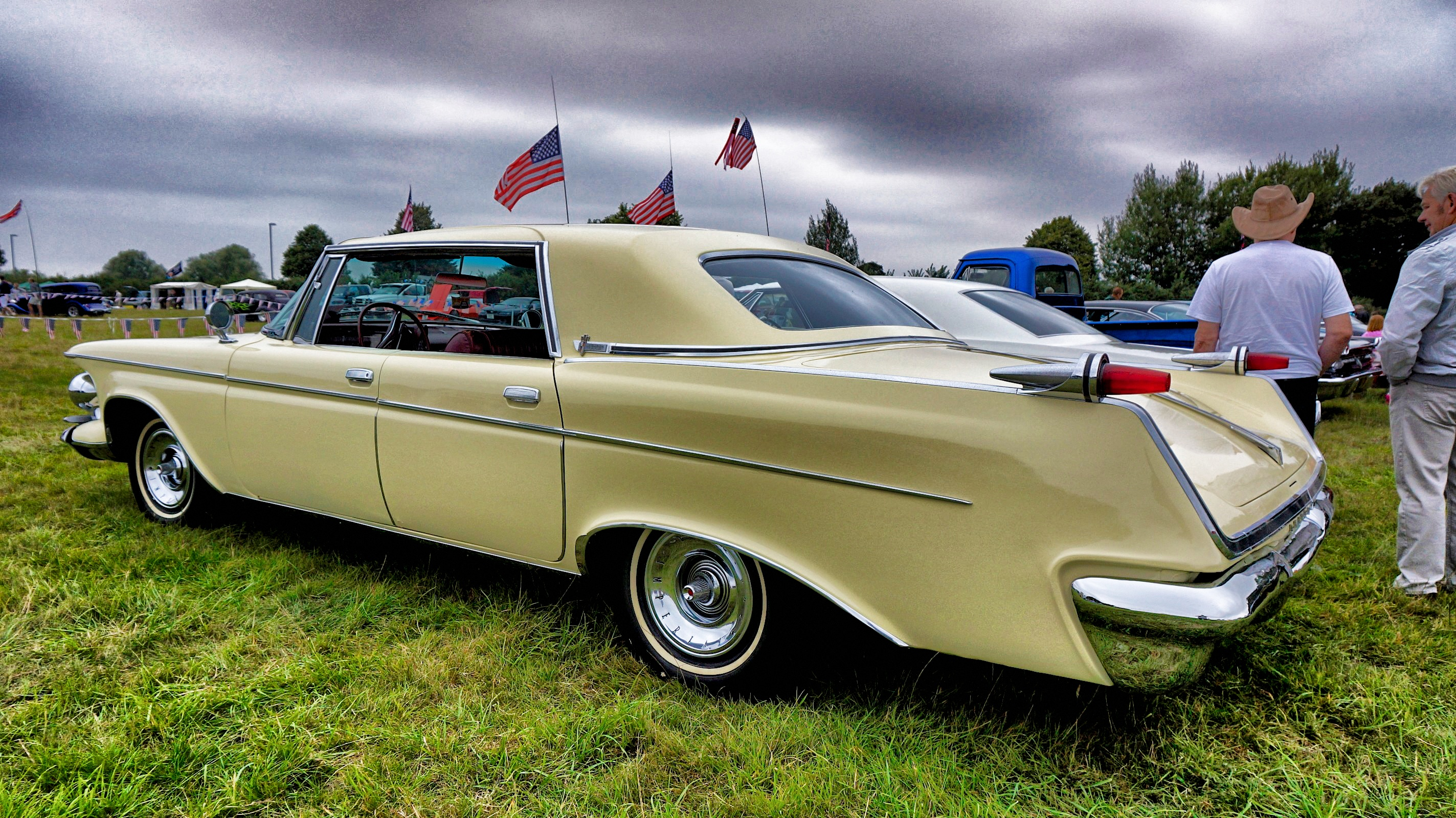
Ohne Heckflossen: Imperial LeBaron Southampton Hardtop Sedan (1962)

Exners Nachfolger bei Chrysler war Elwood Engel, dessen 1961er Lincoln Continental preisgekrönt war, Engel überarbeitete die Imperials für die Modelljahre 1962 und 1963 und schuf Übergangsmodelle, die die Zeit bis zur Serienreife eines völlig neu konstruierten und gestalteten Modells abdeckten. Die Frontpartie mit ihren freistehenden Scheinwerfern wurde beibehalten. Für das Modelljahr 1962 entfernte Engel die Heckflossen vollständig; die waagerecht verlaufende Gürtellinie setzte sich bei den hinteren Kotflügeln fort. Auf sie waren wie bereits im Modelljahr 1955 freistehende Rückleuchten aufgesetzt. Das Design des 1962er Jahrgangs wurden insgesamt als Verbesserung empfunden; die Linienführung galt als „sauberer“.
1962 stieg die Produktion leicht an. Imperial setzte in dem Modelljahr 14.337 Fahrzeuge ab. Damit lag Imperial wieder hinter dem Konkurrenten Lincoln, der mehr als doppelt so viele Autos verkaufte. Cadillac stellte im gleichen Zeitraum elfmal so viele Fahrzeuge her wie Imperial.

### 1963 (TY 1)

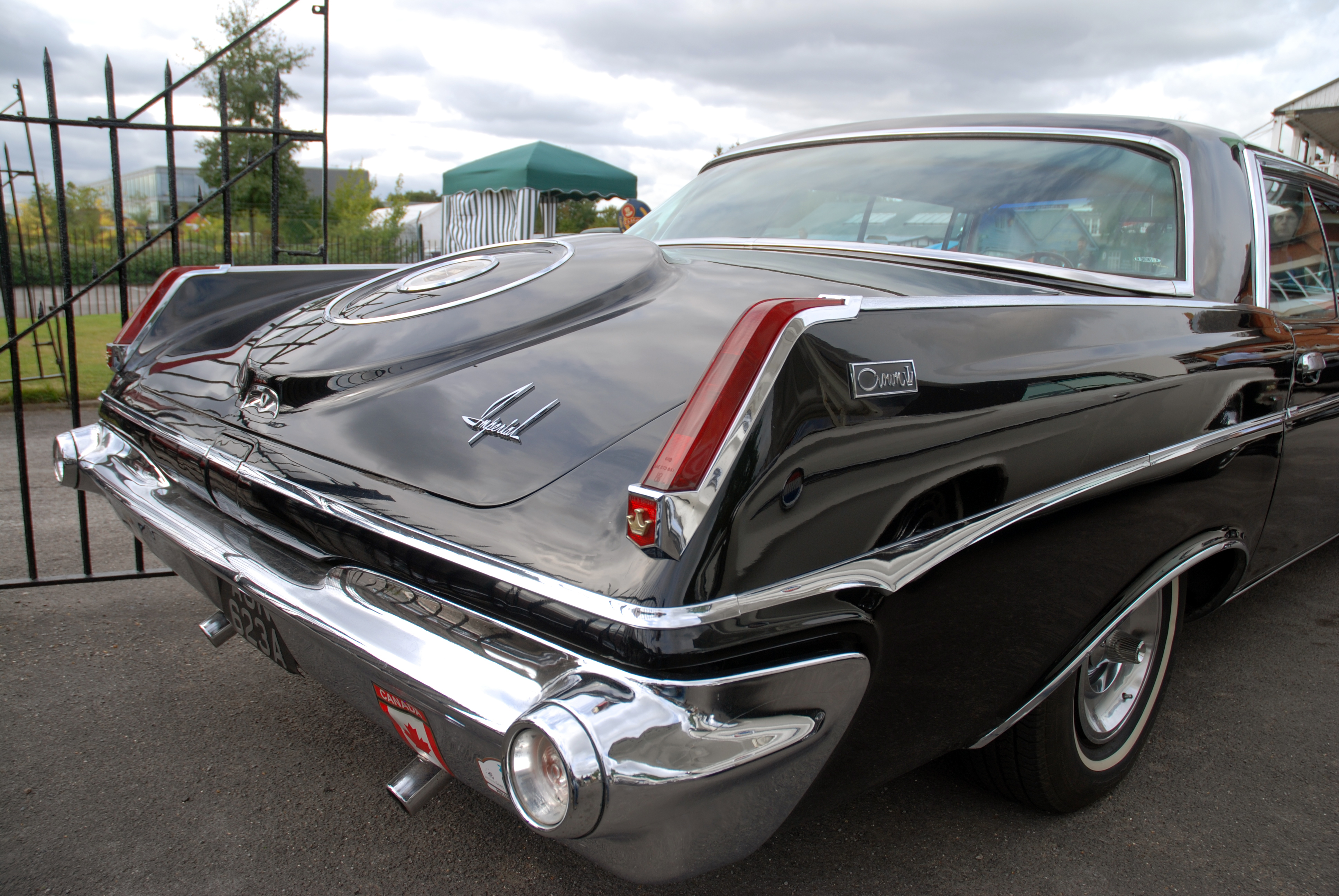
Imperial Southampton Hardtop Sedan (1963)

1963 war das letzte Modelljahr für die zweite Imperial-Generation. Die Marke nahm erneut Designänderungen vor, die dazu führten, dass die aktuellen Modelle kaum noch Ähnlichkeit mit den Fahrzeugen des Jahrgangs 1957 hatten. Allein die Fahrgastzelle einschließlich der Türen von der vorderen Verglasung waren über die Jahre unverändert geblieben. Mit dem 1963er-Design sollte die Imperial-Kundschaft auf die neue, ab 1964 vermarktete Imperial-Generation vorbereitet werden, deren Stil sich an Elwood Engels Lincoln Continental orientierte. Dementsprechend erhielten die Fahrzeuge ein neues, eckig gestaltetes Dach. Auch die torpedoartigen freistehenden Rücklichter entfielen. Stattdessen waren die vertikalen Leuchteneinheiten in die hinteren Kotflügel integriert.
Im Modelljahr 1963 entstanden 14.121 Imperial.

## Crown Imperial Limousine

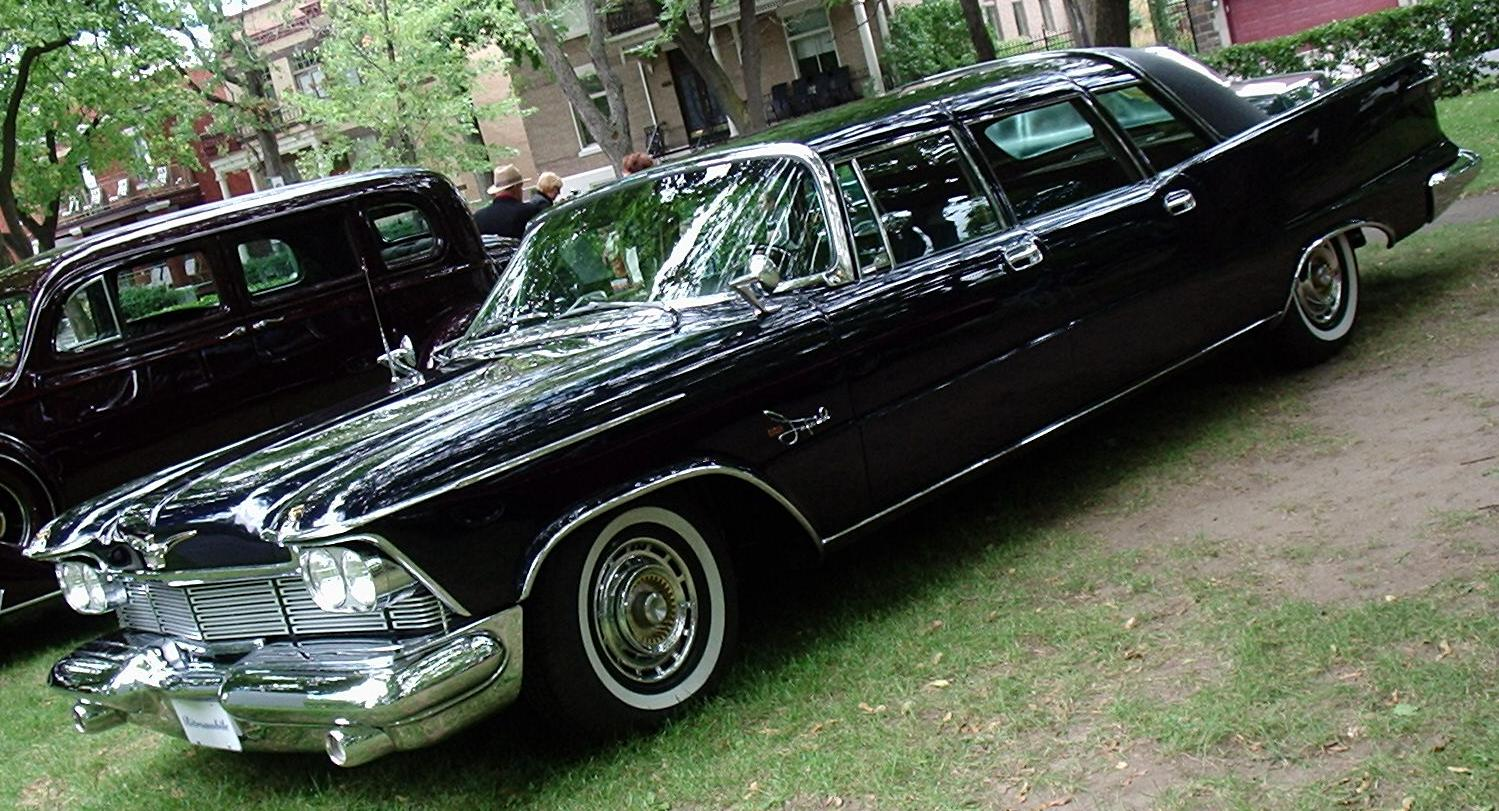
Crown Imperial Limousine (1958)

Wie schon bei der ersten Modellgeneration, bot Imperial auch in den Jahren 1957 bis 1963 verlängerte Repräsentationsfahrzeuge auf Basis der Serienmodelle an. Im Gegensatz zu den Modellen der vergangenen Generation (Imperial C-70) entstanden sie allerdings nicht bei Chrysler in den USA, sondern aus Kostengründen in Handarbeit bei Ghia in Italien. Grundlage waren aktuelle Coupés (1957 bis 1962) bzw. Limousinen (1963) der aktuellen Serienproduktion, die auf ein verstärktes Cabrio-Chassis montiert waren. In Italien erfolgte die Verlängerung und die Endmontage. Der Herstellungsprozess für eine Limousine nahm etwa einen Monat in Anspruch. 1957 kostete ein Crown Imperial mit 15.075 US-$ mehr als dreimal so viel wie ein serienmäßiger Southampton Hardtop Sedan und doppelt so viel wie ein Cadillac 75. Ein Mittelklasse-Dodge kostete zu dieser Zeit nur 2.600 US-$. Im letzten Produktionsjahr war der Preis des Crown Imperial auf 18.500 US-$ angestiegen. Das Modell war nie erfolgreich. Die Jahresproduktion erreichte üblicherweise nur sehr niedrige zweistellige Zahlen; das schwächste Jahr war 1959, als nur sieben Fahrzeuge entstanden. Nachdem der Vertrag mit Ghia ausgelaufen war, beauftragte Imperial das spanische Unternehmen Barreiros mit der Herstellung der Repräsentationslimousinen. Hier entstanden etwa 10 Exemplare. Ab 1967 wurden US-amerikanische Spezialbetriebe beauftragt.

## Produktion
| Produktionszahlen | Produktionszahlen | Produktionszahlen         | Produktionszahlen         | Produktionszahlen | Produktionszahlen         | Produktionszahlen         | Produktionszahlen | Produktionszahlen | Produktionszahlen         | Produktionszahlen | Produktionszahlen |
| Modelljahr        | Imperial Custom   | Imperial Custom           | Imperial Custom           | Imperial Crown    | Imperial Crown            | Imperial Crown            | Imperial Crown    | Imperial LeBaron  | Imperial LeBaron          | Crown Imperial    | Summe             |
| ----------------- | ----------------- | ------------------------- | ------------------------- | ----------------- | ------------------------- | ------------------------- | ----------------- | ----------------- | ------------------------- | ----------------- | ----------------- |
|                   | Four Door Sedan   | Southampton Hardtop Sedan | Southampton Hardtop Coupé | Four Door Sedan   | Southampton Hardtop Sedan | Southampton Hardtop Coupé | Convertible Coupé | Four Door Sedan   | Southampton Hardtop Sedan | Limousine         |                   |
| 1957 (IM 1)       | 5654              | 7527                      | 4885                      | 3642              | 7843                      | 4199                      | 1167              | 1729              | 911                       | 36                | 37.593            |
| 1958 (LY 1)       | 1926              | 3336                      | 1801                      | 1240              | 4146                      | 1939                      | 675               | 501               | 538                       | 31                | 16.133            |
| 1959 (MY 1)       | 2071              | 3984                      | 1743                      | 1335              | 4714                      | 1728                      | 555               | 510               | 622                       | 7                 | 17.269            |
| 1960 (PY 1)       | 2335              | 3953                      | 1498                      | 1594              | 4510                      | 1504                      | 618               | 692               | 999                       | 16                | 17.719            |
| 1961 (RY 1)       | -                 | 4129                      | 889                       | -                 | 4769                      | 1007                      | 429               | -                 | 1026                      | 9                 | 12.258            |
| 1962 (SY 1)       | -                 | 3587                      | 826                       | -                 | 6911                      | 1010                      | 554               | -                 | 1449                      | -                 | 14.337            |
| 1963 (TY 1)       | -                 | 3264                      | 749                       | -                 | 6960                      | 1067                      | 531               | -                 | 1537                      | 13                | 14.121            |